# Вахтанг II Гуриели
Вахтанг II Гуриели (груз. ვახტანგ II გურიელი; ум. 1814 или 1825) — представитель грузинского владетельного рода Гуриели и правитель Гурии, княжества в западной Грузии, с 1792 по 1797 год. Он унаследовал княжеский престол после смерти своего старшего брата Симона II Гуриели, а впоследствии был свергнут младшим братом Кайхосро IV. Попытки Вахтанга II вернуть себе власть оказались тщетными.

## Биография
Вахтанг II Гуриели был вторым сыном Георгия V Гуриели, князя Гурии, который в 1788 году отрёкся от княжеского престола в пользу своего старшего сына Симона II Гуриели из-за своего преклонного возраста и политической нестабильности в Гурии. Вступив на престол, Симон II удовлетворил амбиции Вахтанга II, даровав ему вотчину на правом берегу реки Супсы с 500 дворами крепостных и вассальных дворян. После этого Вахтанг II занялся захватом земельных владений монастыря Джумати и бросил вызов власти своего брата. После смерти Симона II в 1792 году Вахтанг II воспользовался тем, что наследнику Симона II Мамии было всего около трёх лет, и захватил трон Гурии, добившись своего признания со стороны имеретинского царя Соломона II и гурийской знати.
Вахтанг II пытался лишить своего племянника Мамию V права наследования. Вдовствующая княгиня Марине, мать Мамии V, обвинила его в преследовании её семьи. В итоге Марине и Мамия нашли покровительство у другого брата Симона II, Кайхосро IV, который воспользовался шатким положением Вахтанга II в имеретинской междоусобной войне 1794 года между Соломоном II и Давидом II, а также фактом его последующего сближения с Османской империей, и сверг его в 1797 году. Мамия V был провозглашён правящим князем Гурии, а Кайхосро IV и Марине — его регентами. Вахтанг II был заключён в тюрьму, но вскоре освобождён и отправлен в ссылку ко двору имеретинского царя Соломона II. Однако вскоре он потерял его благосклонность и перебрался в Ахалцихе, столицу османского эялета Чылдыр, где в 1804 году был также заключён в тюрьму Селимом, местным пашой, по просьбе Кайхосро IV. В 1805 году Вахтанг II был выкуплен своим младшим братом Давидом благодаря вмешательству Соломона II, который к тому времени предпочёл бы видеть более сговорчивого Вахтанга на троне Гурии. Вахтанг II, а также его соперники (брат Кайхосро IV и племянник Мамия V) искали поддержки у русских против друг друга. Претензии Вахтанга II на княжеский престол были отвергнуты, но благодаря заступничеству князя Павла Цицианова, русского главнокомандующего в Грузии, ему было разрешено вернуться в Гурию, где он вновь мог распоряжаться своими прежними владениями.

## Семья
Вахтанг II Гуриели женился в 1798 году на княгине Мариам (ум. 1841), дочери князя Димитри-Заала Орбелиани. У Вахтанга II было двое сыновей и две дочери:
- Давит (1802—1856), подпоручик в русской армии к 1850 году. Он был женат на княгине Екатерине, дочери Диди-Нико Дадиани;
- Константин, умер в детстве;
- N (имя неизвестно), вышедшая замуж за князя Тавдгиридзе;
- N (имя неизвестно), вышедшая замуж за князя Давида Микеладзе.